# Голубович, Михаил Васильевич
Михаи́л Васи́льевич Голубо́вич (укр. Михайло Васильович Голубович, 21 ноября 1943, Золотоноша, Полтавская область — 9 октября 2023, Луганск) — советский, украинский и российский актёр театра и кино, Народный артист Украинской ССР (1977) и ЛНР (2015). Заслуженный деятель искусств Российской Федерации (2023). Общественный и государственный деятель, Почётный гражданин Луганщины (2008). Почётный гражданин Луганска (2016).

## Биография
Родился 21 ноября 1943 года в городе Золотоноша (ныне Черкасской области Украины) (по другим данным, в селе Гришковка, Черкасской области). Работал на металлургическом заводе: молотобойцем, вагранщиком, помощником заливщика.
Окончил Киевский государственный институт театрального искусства им. И. К. Карпенко-Карого (1967, курс народного артиста В. И. Харченко).
С 22 сентября 1967 года — актёр Луганского академического украинского музыкально-драматического театра, с 1987 — его художественный руководитель.
Снимался в кино с 1967 года.
С 2000 года, как педагог, вёл актёрский курс в Луганском институте культуры и искусств.
Возглавлял Управление культуры Луганской облгосадминистрации в 1995—2005 годах, в ноябре 2004 был руководителем избирательного штаба Януковича. Был снят с должности после победы «Оранжевой революции» за выступления в поддержку В. Януковича. Депутат Луганского областного Совета в 2002—2006 годах. Возглавлял областную организацию Республиканской партии Украины. 31 октября 2010 года избран депутатом Луганского областного Совета по списку Партии регионов.
В 2014 году остался в Луганске и перешёл на работу в ЛНР. Получил от властей Республики ряд наград. 11 ноября 2018 года избран депутатом Народного Совета ЛНР от ОД «Мир Луганщине». 29 ноября 2022 полномочия депутата были досрочно прекращены по его личной просьбе.
Скончался от онкозаболевания 9 октября 2023 года на 80-м году жизни в Луганске. Похоронен на кладбище «Острая Могила».

## Семья
Сын — Владимир (17 мая 1965 года, Ворошиловград — 18 сентября 1994, Киев). Окончил Киевский государственный институт театрального искусства им. И. К. Карпенко-Карого (1990, курс Н. Н. Рушковского), работал актёром Киевского Молодого театра (1990—1992), затем Луганского академического украинского музыкально-драматического театра. Погиб во время киносъёмок.
Сын — Артём Голубович.
Внук — Михаил Голубович (род. 2001). С сентября 2023 года депутат Народного Совета ЛНР.

## Санкции
8 апреля 2022 года, на фоне вторжения России на Украину, попал под санкции стран Евросоюза, так как «он участвовал в политике и/или действиях, которые дестабилизируют Украину и/или подрывают или угрожают территориальной целостности, суверенитету или независимости Украины».
26 апреля 2022 года включён в санкционный список Канады «за соучастие в продолжающихся нарушениях суверенитета и территориальной целостности Украины со стороны российского режима». По аналогичным основаниям находился под санкциями Великобритании, Швейцарии, Украины и Японии.

## Творчество

### Роли в театре
- «Молодая гвардия» (по роману А. Фадеева) — Иван Туркенич
- «Итальянская трагедия» (по роману Э. Л. Войнич «Овод») — Монтанелли
- «Пархоменко» — Пархоменко
- «Голубые олени» — комбат Чёрный
- «Дикий ангел» — Пётр
- «Рядовые» — Дугин
- «Последняя ночь Спартака» (Р. Откаленко) — Спартак
- «Память сердца» — Антонио Террачини
- «Порог» (А. Дударев) — Андрей Буслай
- «Принцесса и садовник» (по сказкам Х. К. Андерсена) — шулер
- «Ой, не ходи, Грицю…» — Хома

### Фильмография
- 1967 — Согласен навек (к/м)
- 1969 — Комиссары — Коцур, атаман
- 1969 — Начало неведомого века (киноальманах. Новелла третья «Мотря») — старшина
- 1970 — Узники Бомона — Василий Порик
- 1971 — И был вечер, и было утро… — Артём Годун
- 1971 — Красная метель — Козьма Колманцуй (озвучил Леонид Неведомский)
- 1972 — Последний гайдук
- 1972 — Пропавшая грамота — Злой человек (предатель Петро, Староста, Корчмарь, Пан-охотник, Сатана, Григорий Потёмкин)[8] (озвучил Павел Морозенко)
- 1973 — Как закалялась сталь — Артём Корчагин
- 1973 — Кортик — Сергей Иванович Полевой, комиссар, командир Красной Армии
- 1973 — Свадьба (СССР, Югославия) —
- 1973—1976 — Дума о Ковпаке — Фёдор Карпенко, старший сержант
- 1974 — Юркины рассветы — Иван Хмель, брат Юрия
- 1974 — Гуси-лебеди летят — Порфирий
- 1975 — Мустанг-иноходец — Бешеный Джо, индеец
- 1975 — На край света… — Павел, рабочий (нет в титрах)
- 1976 — Всего одна ночь — Виталий
- 1976 — Театр неизвестного актёра — Довгорук
- 1977 — Хождение по мукам (6 серия «Телегин») — Иван Лукич Сорокин, командарм
- 1977 — Бирюк — лесник Фома по прозвищу Бирюк
- 1977 — Враги — Синцов, конторщик
- 1978 — Молодость (киноальманах, фильм «Ветераны») — Фомушкин
- 1978 — Море —
- 1979 — Гонка с преследованием — Степан Семёнович Чекменёв
- 1979 — Ждите связного — Дмитро, полицай
- 1979 — Путь к Софии — Гурко, генерал[9]
- 1980 — Поезд чрезвычайного назначения
- 1980 — «Мерседес» уходит от погони — Василий Головин, шофёр (озвучил Павел Морозенко)
- 1981 — Мужество (серии 1, 2, 4, 6) — Степан Иванович Парамонов, бандит
- 1981 — Ночь коротка — управдом-инвалид
- 1981 — Родник — Афоня, кузнец
- 1981 — Долгий путь в лабиринте — Сергей Чёрный, полковник
- 1981 — Высокий перевал — Сигидин, лесник
- 1982 — Колесо истории — Кирилл Сотник, директор совхоза
- 1982 — Не ждали, не гадали! — Фёдоров, милиционер
- 1982 — Преодоление — Мирон, глава банды
- 1983 — Легенда о княгине Ольге — немой конюх, слуга князя Игоря
- 1984 — Берег (СССР, ФРГ) — Гранатуров, комбат, старший лейтенант
- 1984 — Тихие воды глубоки
- 1985 — По зову сердца — Онищенко, сержант, помкомвзвода
- 1985 — Где-то гремит война — дядя Вася
- 1985 — Диктатура (фильм-спектакль) — Дударь
- 1985 — Легенда о бессмертии — руководитель подполья
- 1985 — На крутизне
- 1986 — Мама родная, любимая…
- 1986 — Обида — Иван, бригадир
- 1987 — Акселератка — шофёр
- 1987 — Пока есть время — Георгий
- 1987 — Прощай, шпана замоскворецкая… — отец Милки
- 1987 — Соломенные колокола — Лука Чернега
- 1988 — Благородный разбойник Владимир Дубровский — Василий, приказчик
- 1988 — Штормовое предупреждение — начальник автотранспорта
- 1989 — Наваждение
- 1990 — Под северным сиянием (СССР, Япония) — Ухатый
- 1990 — Буйная — Григорий, старший брат
- 1991 — Казаки идут — Максим Тритуз
- 1992 — Ехать — значит ехать — украинец-«опрышек», гость князя, вождь племени, наблюдатель от ООН
- 1992 — Луна-парк (Россия, Франция) — Немой
- 1992 — Вишнёвые ночи — Кожух, командир из УПА
- 1993 — Дети чугунных богов — Насекин
- 1993 — Заложники страха — Леон
- 1994 — Дорога на Сечь — казак Джмиль
- 1995 — Остров любви (Фильм второй. «Сон») — Данило Гурч, богатый казак
- 1997 — Ветеран
- 2001 — Молитва о гетмане Мазепе — Иван Сирко, кошевой атаман
- 2003 — Роксолана-3. Владычица империи
- 2005 — Пересохшая земля
- 2006 — Тихий Дон (Великобритания, Италия, Россия) — Христоня
- 2009 — Дума о Тарасе Бульбе — Тарас Бульба
- 2009 — Рыцарь дикого поля — Пётр Калнышевский, атаман
- 2009 — День побеждённых — Васюра
- 2011 — Люблю и точка — охранник
- 2011 — Огни притона — Вильгельм
- 2013 — Вариант Маркони — атаман Ручка
- 2014 — Последний янычар — сибирский купец Никифор Кулешов
- 2015 — Гетман — Ислам Гирей
- 2018 — Ополченочка — камео

## Признание и награды
- Заслуженный артист Украинской ССР (1972),
- Народный артист Украинской ССР (1977),
- Народный артист ЛНР (9 декабря 2015 года)[10],
- Заслуженный деятель искусств Российской Федерации (17 августа 2023 года) — за большой вклад в развитие отечественной культуры и искусства, многолетнюю плодотворную творческую деятельность[11],
- Орден «Знак Почёта»,
- Орден князя Ярослава Мудрого IV степени (30 ноября 2013 года) — за значительный личный вклад в социально-экономическое, научно-техническое, культурно-образовательное развитие Украинского государства, весомые трудовые достижения, многолетний добросовестный труд[12],
- Орден князя Ярослава Мудрого V степени (15 декабря 2011 года) — за весомый личный вклад в развитие театрального искусства, многолетнюю плодотворную творческую деятельность и высокое профессиональное мастерство[13],
- полный кавалер ордена «За заслуги»:
  - I степени (17 сентября 2008 года) — за весомый личный вклад в социально-экономическое и культурное развитие Луганщины, значительные профессиональные достижения, многолетний добросовестный труд и по случаю 70-летия образования области[14],
- Знак отличия Президента Украины — юбилейная медаль «20 лет независимости Украины» (19 августа 2011 года) — за значительный личный вклад в социально-экономическое, научно-техническое и культурно-образовательное развитие Украинского государства, весомые трудовые достижения и многолетний добросовестный труд[15],
- Орден «Трудовая слава» ЛНР 3 степени — в связи с 80-летием театра (декабрь 2021),
- Медаль «За заслуги» I степени (2015 год, ЛНР)[16],
- Медаль «За верность долгу» (ЛНР)[17],
- Орден Преподобного Нестора Летописца от Украинской Православной Церкви (2011)[18],
- генерал-полковник Запорожского казацкого войска,
- Почётный гражданин Луганска (2016)[19],
- Почётный гражданин Луганщины (2008),
- премия Союза театральных деятелей имени А. М. Бучмы,
- приз Гильдии киноактёров,
- Лауреат международной патриотической премии «Прохоровское поле» (май 2021),
- Национальная премия «Имперская культура» имени Эдуарда Володина (2017)[20].
- Золотая медаль имени Н. Д. Мордвинова «За выдающийся вклад в театральное искусство» Театрального форума «Золотой Витязь» (2023, посмертно)